# Аренский, Антон Степанович
Анто́н (Анто́ний) Степа́нович Аре́нский (30 июня [12 июля] 1861, Новгород — 12 [25] февраля 1906, Перк-ярви, Выборгская губерния, Великое княжество Финляндское) — русский композитор, пианист, дирижёр и педагог. В 1889—1894 годах — профессор Московской консерватории, в 1895—1901 — управляющий Придворной певческой капеллой в Петербурге. Отец востоковеда и писателя Павла Аренского.

## Биография
Аренский родился в музыкальной семье: его отец, врач Степан Матвеевич Аренский (1818—1891), хорошо играл на виолончели, мать, Надежда Антиповна (урожд. Потехина; 1835—1901) была пианисткой. С семи лет он начал брать уроки игры на фортепиано; в девять лет сочинил квартет для скрипки, фортепиано, флейты и виолончели. Первым его учителем теории музыки был профессор Зикке. В 1872 году семья Аренских переехала в Санкт-Петербург, где Антон заканчивал среднее образование (начатое в Новгородской гимназии) в 5-й классической гимназии и продолжил музыкальное образование в Петербургской консерватории по классу композиции Николая Римского-Корсакова.
По окончании консерватории в 1882 году Аренский получил приглашение в Московскую консерваторию на должность преподавателя. С 1889 года, получив звание профессора, Аренский вёл в ней классы музыкально-теоретических дисциплин (инструментовки, фуги и свободного сочинения). Выступал в России и за рубежом как пианист и дирижёр. Уже начиная с двадцатипятилетнего возраста, преподавая в московской консерватории курс полифонии и свободного сочинения, Аренский стал широко известен своим «широким» и разгульным образом жизни. Тогдашний директор консерватории, профессор Василий Сафонов, живо откликнулся на его бурную «славу» эпиграммой, начинавшейся такими словами: «Муза Аренского — не выходит из погреба ренского».
После того, как Аренский окончил Петербургскую консерваторию и вернулся в Москву, горячее участие в его судьбе принял Пётр Чайковский. Переписка, личные встречи и беседы с Чайковским оказали громадное влияние на формирование творческого почерка Аренского. Кроме того, Чайковский много сделал для продвижения на сцену опер Аренского, хлопотал о включении его произведений в программы концертов.

«Вчера я ездил в Москву специально для того, чтобы услышать „Сон на Волге“ Аренского. Хотя я уже был о ней очень хорошего мнения и ожидал от неё истинного удовольствия, — но то, что я испытал вчера, превзошло далеко все мои ожидания. Некоторые картины, особенно картина сна Воеводы, производят сильнейшее впечатление. Вся опера от начала до конца написана настоящим художником, с большой обдуманностью и мастерством. Это вовсе не первая, робкая попытка начинающего, это настоящее художественное произведение, способное произвести сильное, глубокое впечатление. По-видимому, опера публике чрезвычайно нравится, и мне кажется, что она может занять прочное место в русском репертуаре. Было бы весьма, весьма желательно, чтобы „Сон на Волге“ был поставлен в Петербурге в будущем сезоне. <…> Многие сцены вызвали у меня на глазах слёзы — верный признак, что „Сон на Волге“ написан сильным талантом. <…> Аренский, по-моему, имеет блестящую будущность, если встретит поощрение. В нём настоящий композиторский темперамент, настоящая творческая струнка!»—  П. И. Чайковский, письмо И. А. Всеволожскому, 11 января 1891 года.
Аренский, в свою очередь, переложил для фортепиано в четыре руки Сюиту из балета «Щелкунчик» (издана в 1892), а затем и весь балет (издан в 1894). В 1888—1895 композитор наряду с работой в консерватории руководил концертами Русского хорового общества, в 1895 году покинул консерваторию и до 1901 был директором Придворной певческой капеллы. Выйдя в отставку с этого поста, до конца жизни Аренский занимался исключительно композицией.
Аренский умер в 1906 году от туберкулёза в Перк-ярви (ныне Кирилловское). Был похоронен в петербургской Александро-Невской лавре на Тихвинском кладбище, у южной ограды некрополя, где была возведена застеклённая металлическая часовня с надгробным памятником — гипсовым горельефом работы Марии Диллон (1908); в 1936 году прах и надгробие были перенесены к стене Тихвинской церкви, в 1952 году гипсовый горельеф был заменён копией из искусственного камня. 
Своеобразным «некрологом» откликнулся на смерть Антония Аренского его любимый и неизменно уважаемый долгие годы учитель, Николай Римский-Корсаков, буквально в нескольких строках «Музыкальной летописи» изложивший всю его жизнь.

«Мой бывший ученик, по окончании Петербургской консерватории вступивший профессором в Московскую консерваторию, прожил в Москве много лет. По всем свидетельствам, жизнь его протекала беспутно, среди пьянства и картёжной игры, но композиторская деятельность была довольно плодовита. Одно время он был жертвою психической болезни, прошедшей, однако, по-видимому, бесследно. Выйдя из профессоров Московской консерватории в 90-х годах, он переселился в Петербург и некоторое время после Балакирева был управляющим Придворной капеллой. И в этой должности беспутная жизнь продолжалась, хотя и в меньшей степени. По выходе из Капеллы <…> Аренский очутился в завидном положении: числясь каким-то чиновником особых поручений при Министерстве двора, Аренский получал от пяти до шести тысяч рублей пенсии, будучи вполне свободным для занятий сочинением. Работал по композиции он много, но тут-то и началось особенно усиленное прожигание жизни. Кутежи, игра в карты, безотчётное пользование денежными средствами одного из богатых своих поклонников, временное расхождение с женой, в конце концов скоротечная чахотка, умирание в Ницце и наконец смерть в Финляндии. С переезда своего в Петербург Аренский всегда был в дружеских отношениях с беляевским кружком, но как композитор держался в стороне, особняком, напоминая собой в этом отношении Чайковского. По характеру таланта и композиторскому вкусу он ближе всего подходил к А. Г. Рубинштейну, но силою сочинительского таланта уступал последнему. В молодости Аренский не избег некоторого моего влияния, впоследствии — влияния Чайковского. Забыт он будет скоро…»— Н. А. Римский-Корсаков. «Летопись моей музыкальной жизни».
Сын Аренского, востоковед и писатель Павел Аренский (1887–1941) — автор «Музыкального словаря для ссыльных» (написан в конце 1930-х годов в ссылке на Колыме).

## Творчество
В своём творчестве Аренский тяготел к лирическим элегически-созерцательным образам, ему была близка русская народная песенность. Сочинения Аренского отличаются искренностью, простотой выражения, мастерством, изяществом и тонкостью фактуры. В творчестве композитора заметно влияние Чайковского. Не избежал Аренский также и влияния фортепианной музыки Роберта Шумана, причём немецкий романтизм приобрёл у него отчётливый салонный оттенок и в итоге всё-таки был поглощён и побеждён влиянием Рубинштейна и Чайковского. Музыку Антония Аренского высоко ценил Лев Толстой.
Аренский имеет большое значение как педагог — он автор ряда теоретических трудов и учебников, в том числе «Руководства к практическому изучению гармонии» и «Руководства к изучению формы инструментальной и вокальной музыки». Среди учеников Аренского — Сергей Рахманинов, Александр Скрябин (со скандалом отчисленный Аренским со второго курса свободного сочинения), Рейнгольд Глиэр, Георгий Конюс, Арсений Корещенко.

### Оценка творчества
Княгиня М. К. Тенишева:

«…сидя дома, в любимом кресле, закрыв глаза, слушать квартет Чайковского или трио Аренского с его участием и чудным исполнением — было огромным, незаменимым наслаждением»

Протоиерей Михаил Лисицын, признавая достоинства церковных сочинений Аренского (три херувимские песни и другие), находил их стиль западноевропейским, не церковным.

## Основные сочинения Аренского

### Оперы
- «Сон на Волге» (по драме А. Н. Островского «Воевода»; 1888);
- «Рафаэль» («Сцены из эпохи Возрождения»; 1894);
- «Наль и Дамаянти» (по мотивам эпоса «Махабхарата»; 1903)

### Балеты
- «Египетские ночи» (по новелле Готье «Одна ночь Клеопатры»; 1900)

### Оркестровые сочинения
- Симфония № 1 h-moll (1883)
- Симфония № 2 A-dur (1889)
- Четыре сюиты (существуют также в переложении для двух фортепиано; 1885—1902)
- Вариации на тему Чайковского
- Фантазия на темы Рябинина

### Концертные сочинения
- Концерт для фортепиано с оркестром f-moll (1882);
- Фантазия на темы Рябинина для фортепиано с оркестром (1899)
- Концерт для скрипки с оркестром a-moll (1901)

### Камерные сочинения
- Два фортепианных трио;
- Два струнных квартета;
- Фортепианный квинтет
- Многочисленные сочинения для фортепиано

### Вокальные сочинения
- 57 романсов для голоса и фортепиано

## Адреса в Санкт-Петербурге
- 1891—1895 — Английский проспект, 58;[15]
- 1895—1902 — набережная реки Мойки, 20;
- 1902—1903 — 11-я линия Васильевского острова, 32;
- 1904—1905 — Ивановская (Социалистическая с 1918) улица, 4.

## Память
- Улица Аренского в Заволжске вблизи от бывшего имения «Фроловка», где Аренский А. С. писал оперу «Сон на Волге» во второй половине 80-х годов XIX века[16].
- Улица Аренского и 4—5-й проезды в г. Пензе (не позднее 1958).
- Детская музыкальная школа в Москве на ул. Фёдора Полетаева, д. 20, корп. 2, носит имя А. С. Аренского.
- Новгородская областная филармония носит имя А. С. Аренского.
- Улица Аренского во Владивостоке (район "Седанка")

## Семья
Был женат на Елизавете Владимировне Лачиновой (1860—?) — дочери Владимира Евдокимовича Лачинова и внучке Евдокима Емельяновича Лачинова. Их дети:
- Павел (1887—1941)
- Надежда (1889—?)